# Vulcana (Marvel Comics)
Vulcana é uma supervilã da Marvel comics, com poder de emissão de plasma pelas mãos, com o corpo também transformado nesta matéria. Casou-se como Owen, o Homem-Molecular, que posteriormente se uniu ao Beyonder, transformando-se em um novo universo.
```
 Participou também, do evento que ocorreu na saga #Guerras Secretas(1984). Atuando
```

ao lado de Owen Reece Homem Molecular junto com outros super vilões,liderados
pelo Beyonder,depois disso morou em um bairro de Nova York com Owen.